# HD 98673
HD 98673，又名BD+57 1316，SAO 27999、HR 4388，是一颗恒星，视星等为6.43，位于銀經144.73，銀緯56.1，其B1900.0坐标为赤經11h 16m 5.5s，赤緯+57° 56.1′ 21″。